# ساسينا (قرية)
ساسينا هي قرية في بلدية سانسكي موست، في اتحاد البوسنة والهرسك، البوسنة والهرسك.